# Bystrzyca Górna (przystanek kolejowy)
Bystrzyca Górna – przystanek osobowy w Bystrzycy Górnej, w Polsce, w województwie dolnośląskim, w powiecie świdnickim, w gminie Świdnica. Przystanek został otwarty w dniu 1 października 1904 roku razem z linią kolejową z Świdnicy Kraszowic do Jedliny Zdroju.